# Perissandria sheljuzhkoi
Perissandria sheljuzhkoi là một loài bướm đêm trong họ Noctuidae.